# J’ai cherché
«J’ai cherché» (с фр. — «Я искал») — песня французского исполнителя израильского происхождения Амира Хаддада, представляющая страну на конкурсе песни Евровидение 2016. Авторами песни стали сам Амир Хаддад, а также Йохан Эррами и Назим Халед. Песня была издана в качестве сингла 15 января 2016 года лейблом Sash Productions., также она вошла во второй студийный альбом Амира Au cœur de moi (2016). 29 февраля 2016 года было объявлено о том, что Амир Хаддад с «J’ai cherché» станет представителем Франции на грядущем Евровидении

## Позиции в чартах
| Чарты (2016)                    | Наивысшая позиция |
| ------------------------------- | ----------------- |
| Австрия (Ö3 Austria Top 40)     | 58                |
| Бельгия (Ultratip Фландрия)     | 5                 |
| Бельгия (Ultratop Валлония)     | 4                 |
| Франция (SNEP)                  | 2                 |
| Германия (GfK)                  | 80                |
| Нидерланды (Single Top 100)     | 107               |
| Россия (TopHit)                 | 26                |
| Испания (PROMUSICAE)            | 33                |
| Швеция (Sverigetopplistan)      | 45                |
| Швейцария (Schweizer Hitparade) | 59                |
| Украина (TopHit)                | 33                |

## Хронология издания
| Страна | Дата           | Формат               | Лейбл            |
| ------ | -------------- | -------------------- | ---------------- |
| МИр    | 15 января 2016 | цифровая дистрибуция | Sash Productions |